# Steve Sheppard
Steven Bernard "Steve" Sheppard (Nova Iorque, 21 de março de 1954) é um ex-basquetebolista estadunidense que conquistou a Medalha de ouro disputada nos XXI Jogos Olímpicos de Verão realizados em 1976 na cidade de Montreal, Canadá.